# Мартин Кесиджи
Мартин Кесиджи (на немски: Martin Kesici) e германски рокмузикант и певец.
Роден е в Берлин, Германия на 29 април 1973 г.
Записва дует „Leaving You for Me“ с Таря Турунен през 2004 г.

## Дискография
- EM KAY (албум) – 2003
- So What ... ?! (албум) – 2005